# Jennifer Saraiva Yanzere

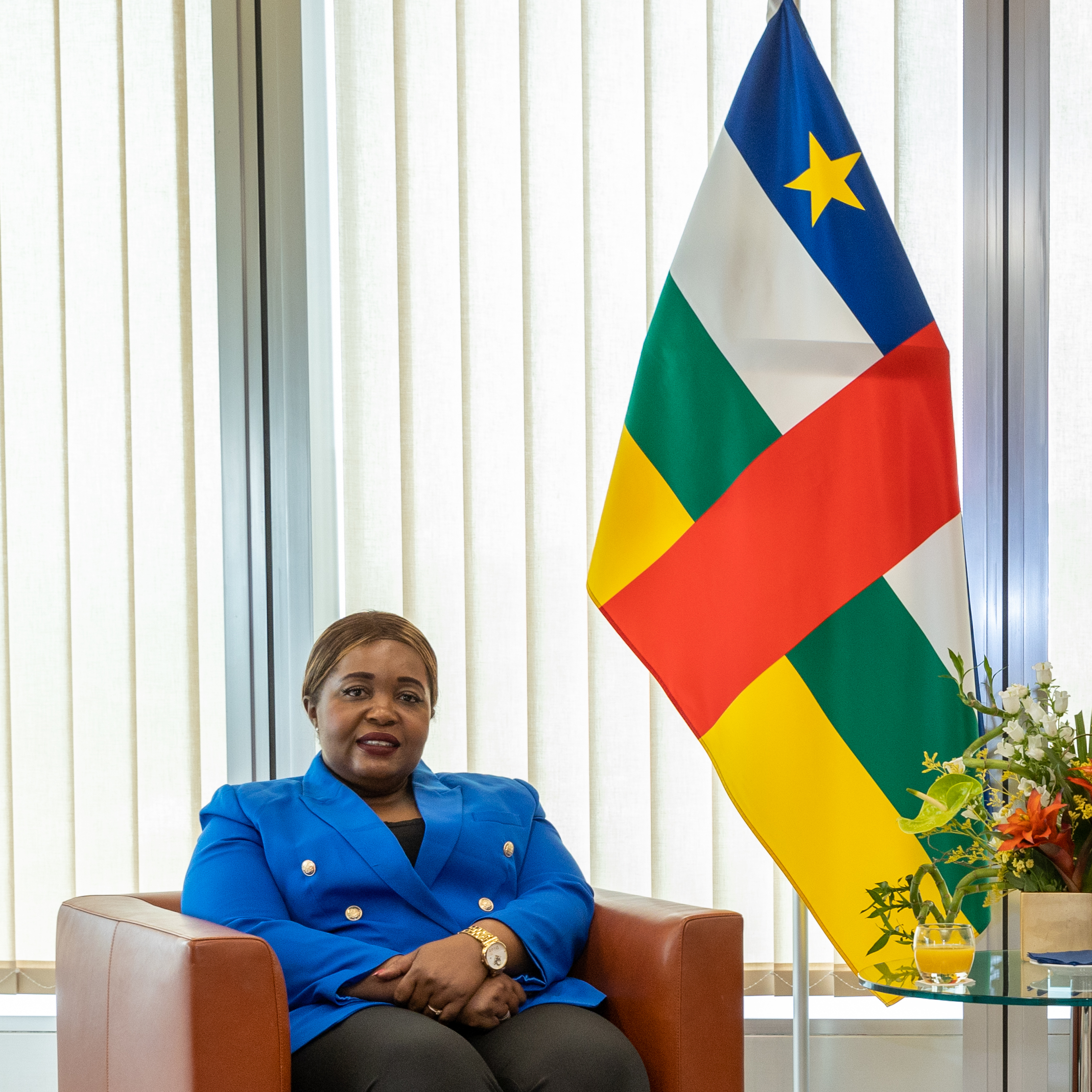
Jennifer Saraiva Yanzere

Jennifer Saraiva Yanzere (* 1979) ist eine Politikerin in der Zentralafrikanischen Republik, die von 2021 bis 2024 die zentralafrikanische Ministerin für Kunst, Kultur und Tourismus war. 
Sie wurde 1979 als Sohn eines zentralafrikanischen Vaters portugiesischer Herkunft und einer zentralafrikanischen Mutter geboren. Sie ist Handelsvertreterin für das Unternehmen MAG-Force, spezialisiert auf die Zentralafrika-Zone und gründete einen panafrikanischen Verein, Reine Bantou, der die Bantu-Kultur fördern soll. Sie wurde am 23. Juni 2021 zur Ministerin für Kunst, Kultur und Tourismus in der Regierung von Henri-Marie Dondra ernannt. Am 4. Januar 2024 wurde sie ersetzt und schied somit aus dem Kabinett aus.